# Stuwingsneerslag
Stuwingsneerslag of orografische neerslag is neerslag die wordt veroorzaakt door vochtige lucht die over een gebergte wordt gestuwd en daardoor wordt gedwongen op te stijgen. Wolken die tegen de loefzijde van een gebergte stuiten worden naar boven geduwd. De wolken koelen door het stijgen steeds meer af, waardoor het gaat regenen. 
Een voorbeeld van een gebied waar stuwingsregens voorkomen is het Shillongplateau ten noorden van Bangladesh, dat aan de voet van het Himalayagebergte ligt. Tijdens het regenseizoen (de moesson) brengen passaatwinden er vochtige lucht van de Golf van Bengalen die stuwen tegen het Shillongplateau waardoor het gaat regenen. Als gevolg daarvan is dit het natste gebied ter wereld.